# Pianola Museum

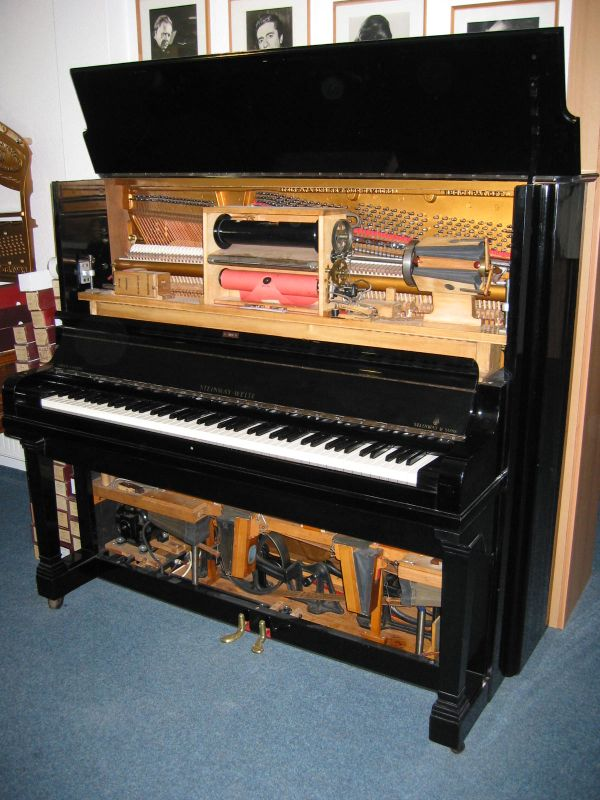
Reproduktionsklavier von Steinway-Welte-Mignon, 1919

Das Pianola Museum im Amsterdamer Stadtteil Jordaan ist eines von rund sechzig kleineren Museen der Stadt. Es informiert über die Geschichte und die Spielweise des Pianolas, das von 1895 bis um 1935 gebaut wurde. Die Sammlung des Museums enthält Musikinstrumente aus dieser Zeit.

## Geschichte
In einer 1905 erbauten früheren Polizeiwache wurde 1994 im Erdgeschoss das Pianola Museum eröffnet. Fünfzehn Jahre später konnte auch die erste Etage in Gebrauch genommen werden. Aus finanziellen Gründen wurden die früheren Büros der Polizeiwache als Wohnraum vermietet. Die einstigen Polizeizellen dienen als Archiv für Notenrollen und Dokumente.
Anfang des 20. Jahrhunderts war Amsterdam ein bedeutendes Zentrum für den Handel mit Pianolas. Die bekanntesten Hersteller waren die Firmen „Duwaer en Naessens“ und „Philipps-Frati“. Sie lieferten die sogenannten „elektrischen Klaviere“ an zahlreiche Vergnügungslokale. 1908 wurde mit der Buffalo Convention ein Standardsystem für Notenrollen eingeführt. Das Musikrepertoire war sehr umfangreich, von klassischer Musik, Ragtime, Operette bis zu Marsch- und Tanzmusik. Das Museumsarchiv umfasst mehr als 20.000 Notenrollen und besitzt einige besondere Muziekcilinders (wörtlich: „Musikzylinder“) von einer „Salon-Orgel“ aus der Zeit um 1800 mit Musik von Mozart (1756–1791) und Johann Wilhelm Wilms (1772–1847).
Es finden regelmäßig Konzerte statt für Jazz-, Saxophon- und Tango-Veranstaltungen. Das Museum hat eine Bibliothek und ein umfangreiches Archiv. Von den circa 50 Musikinstrumenten werden aus Platzgründen regelmäßig 15 ausgestellt.

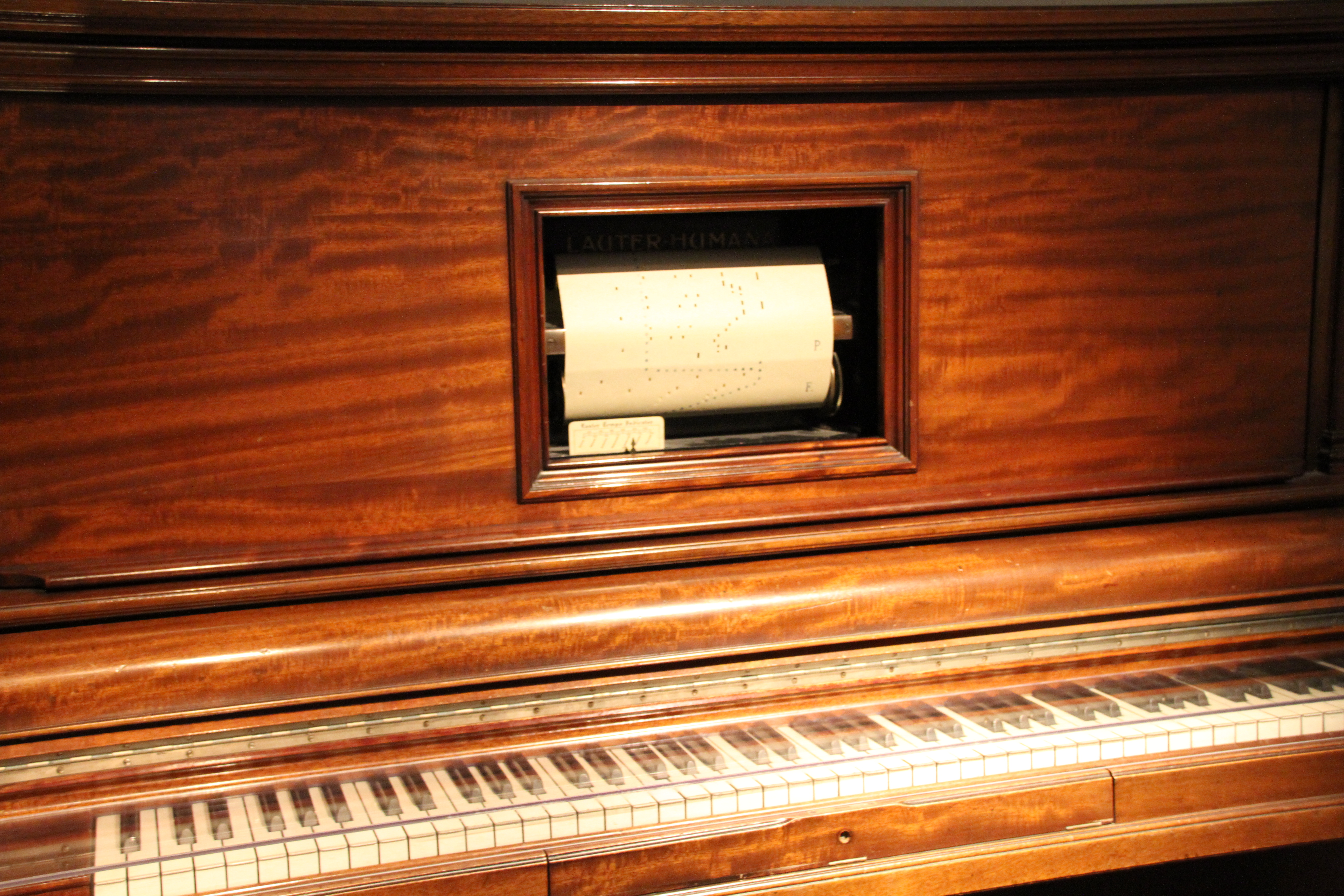
Auto player piano (1906)

Von Theo de Boer und Kasper Janse wurde 1981 die Stichting Nederlands Piano Museum („Stiftung niederländisches Piano Museum“) errichtet. Diese Stiftung verwaltet die Sammlung des Museums.
Die Geschichte des Pianolas läuft parallel mit der des Stummfilms. 2009 organisierte das Museum eine Veranstaltung der Pianolas mit experimentellen Filmen aus den 1920er und 1930er Jahren.
Anfang 2013 wurden Stummfilme aus der Zeit von 1895 bis 1930 unter Begleitung eines Pianolas vorgeführt, unter anderem mit Charles Chaplin und Buster Keaton.
Für Boogie-Woogie und Blues-Liebhaber tritt 2013 die Bluesband Barrelhouse Blues & Boogie im Museum auf.
Seit drei Jahren veranstaltet die Musikgruppe Mokum Finef im Museum traditionelle Klezmer-Musik, eine jüdische und osteuropäische Volksmusik. Darüber hinaus gab es Tango-Konzerte. Zweimal im Monat, jeweils am Sonntagmorgen, gibt es ein Koffieconcert (wörtlich: „Kaffeekonzert“) mit besonderer Pianola-Musik, dazu eine kostenlose Tasse Kaffee.

## Weiterführende Literatur
- Wiltrud Apfeld (Redaktion): klezmer. Hejmisch und hip. Klartext Verlag, Essen 2003, ISBN 3-89861-379-8 (Ausstellungskatalog mit einer CD)
- Jürgen Hocker: Faszination Player Piano – Das selbstspielende Klavier von den Anfängen bis zur Gegenwart. Bergkirchen 2009, ISBN 978-3-937841-80-9